# Un jeu dangereux
Pour plus de détails, voir Fiche technique et Distribution.
Un jeu dangereux est le titre d'un téléfilm français de Patrick Dewolf diffusé en 2005.

## Synopsis
Au Portugal, le célèbre réalisateur Bertrand Dussart tourne l'ultime scène de son long métrage, une adaptation de « Madame Bovary ». Le rôle-titre est incarné par son épouse, la star Camille Davenne, une très belle femme à la cinquantaine épanouie, à qui tout a réussi. Pendant que l'équipe plie bagage, Mathilde, une jeune comédienne engagée sur le film, tente de parler à la tête d'affiche, qui, épuisée, l'éconduit pour s'octroyer une séance de massage. Mais Mathilde réussit à s'introduire dans la cabine et déclare à Camille avoir une liaison avec son mari. Déstabilisée, celle-ci refuse d'en entendre davantage. Dans la soirée, lors du dîner de fin de tournage, la vedette ne quitte pas Mathilde des yeux. Séduisante, audacieuse, la jeune première s'arrange pour se faire inviter à sa table. Elle nargue Bertrand, et très vite, la conversation dérape. Le réalisateur la renvoie froidement et assure à sa femme qu'il s'agit d'une aventure sans lendemain. Alors que Camille rejoint sa voiture, elle trouve Mathilde accroupie contre un mur, en larmes. Elle propose à la jeune femme dont l'aplomb et l'aura l'ont fascinée, de la raccompagner à son hôtel.

## Fiche technique
- Titre original : Un jeu dangereux
- Réalisateur : Patrick Dewolf
- Scénariste : Sandra Joxe et Patrick Dewolf
- Producteur : Jean-Pierre Ramsay-Levi
- Distribution des rôles : Sérgio Carlos, Philippe Page
- Création des costumes : Rute Correia, Silvia Meireles, Elisabeth Rousseau
- Coordinateur des cascades : João Gaspar
- Musique du film : René-Marc Bini
- Directeur de la photographie : Philippe Pavans de Ceccatty
- Montage : Dominique Martin
- Création des décors : Augusto Mayer, Dominique Douret
- Ingénieur du son : Vasco Pedroso, Jean-Marc Lentretien, Cédric Lionnet
- Société de production : FIT Productions, France 2, Centre National de la Cinématographie
- Pays d'origine : France
- Genre : Film dramatique
- Durée : 90 minutes
- Date de diffusion : 9 février 2005

## Distribution
- Caroline Cellier : Camille Davenne, une actrice célèbre, l'épouse de Bertrand
- François Marthouret : Bertrand Dussart, son mari, un réalisateur
- Stéphanie Pasterkamp : Mathilde Jasmin, une jeune actrice débutante prête à tout pour assurer sa carrière
- Pierre Vernier: Antoine Tamara, un producteur, l'ex-mari de Camille
- Jean-Jérôme Esposito : Ludo, le maître d'hôtel
- Scali Delpeyrat : François-Xavier, un producteur
- Toinette Laquière : Marie Carantec
- Georg Ansas Otto : le journaliste à Berlin
- Marcello Urgeghe : le premier assistant-réalisateur